# Waldemar Wołk-Karaczewski
Waldemar Wołk-Karaczewski (ur. 8 października 1954 w Ciechanowie) – polski tancerz baletowy typu danseur noble, choreograf i pedagog tańca. Wychowanek Państwowej Szkoły Baletowej w Warszawie (1973). Pierwszy solista baletu Teatru Wielkiego w Warszawie (1977–1979 i 1980–1981) oraz jeden z czołowych solistów zespołu Le Ballet du XXe Siècle (Baletu XX Wieku) Maurice’a Béjarta w Brukseli (1979/80), Baletu Deutsche Oper w Berlinie Zachodnim (1981–1983) i Baletu Bayerische Staatsoper w Monachium (1983–1989).

## Kariera artystyczna

### W Warszawie
W latach 1964–1973 uczył się w Warszawskiej Szkole Baletowej i już w 1971 debiutował na scenie Teatru Wielkiego w uczniowskim duecie w Don Kichocie. Ukończył szkołę jako uczeń Raissy Kuzniecowej i początkowo występował w Państwowym Zespole Pieśni i Tańca „Mazowsze”. W 1975 został solistą baletu Teatru Wielkiego w Warszawie i jeszcze w tym samym roku zadebiutował główną partią w premierze Sylfid Michaiła Fokina, a w dwa lata później był już pierwszym solistą. W 1978 osiągnął spektakularny sukces podczas II Światowego Konkursu Baletowego w Tokio, gdzie zdobył wprawdzie VIII nagrodę, ale okazał się ulubieńcem japońskiej publiczności. Jego występy tak relacjonowała Olga Maynard w nowojorskim „Dance Magazine”: „Największą atrakcją solistyczną konkursu w Tokio był 23-letni Waldemar Wołk-Karaczewski, wysoki, jasnowłosy i niespotykanie przystojny, a ponadto odznaczający się charyzmatyczną osobowością, która doprowadza publiczność do szału, nawet w Japonii. Od pierwszego pojawienia się na scenie w Korsarzu wywołał takie podniecenie, że spokojna zazwyczaj widownia oklaskiwała go owacyjnie i wywoływała po imieniu. Karaczewski stał się bożyszczem konkursu, a jego popularność była bliższa tej, jaką osiąga piosenkarz pop niż tancerz baletu”. W tym samym roku wystąpił u boku amerykańskiej baleriny Jeanette Vondersaar z Het Nationale Ballet w polskim filmie telewizyjnym Maria-Luiza w choreografii Stefana Wenty.

### Za granicą
W 1979 oglądał przedstawienia Baletu XX Wieku w Paryżu i udało mu się tam dotrzeć do samego Maurice’a Béjarta, który zaproponował mu by dołączył do jego brukselskiego zespołu. Poprosił więc o roczny urlop w Teatrze Wielkim i został jednym z najbardziej obiecujących młodych solistów Baletu XX Wieku. Spędził tam sezon 1979/80, występując (pod uproszczonym nazwiskiem Wolk) w całym repertuarze słynnego zespołu; nie tylko w Brukseli, ale także w Wiedniu, Palermo, Monte Carlo, San Francisco, Paryżu, Mediolanie, Londynie i Madrycie. Pomimo to, zgodnie ze zobowiązaniem wobec Teatru Wielkiego, po roku powrócił do Warszawy w nadziei na większe możliwości artystyczne, ale tutaj nie czekały na niego żadne nowe propozycje. W styczniu 1981 wyjechał więc do Berlina Zachodniego, gdzie zaproponowano mu pozycję jednego z czołowych solistów baletu Deutsche Oper. Po dwóch latach skorzystał z analogicznej, ale atrakcyjniejszej dla siebie propozycji baletu Bayerische Staatsoper w Monachium. W obu tych renomowanych niemieckich zespołach baletowych tańczył główne partie w wielkim repertuarze klasycznym oraz w wielu baletach najwybitniejszych choreografów XX wieku. Był cenionym partnerem scenicznym wielu znanych solistek baletu, z legendarną amerykańską primabaleriną Evą Evdokimovą na czele. Ale były wśród nich wcześniej: Anna Białecka, Ewa Głowacka i Barbara Rajska, a potem m.in. Shonach Mirk, Galina Panova, Jeanet Popeleski, Heidrun Schwaarz, Charlotte Butler, Dianne Bell, Joyce Cuoco, Judith Turos i Jolinda Menendez. Parokrotnie przyjeżdżał z Monachium do kraju i występował z baletem Teatru Wielkiego w Giselle (także podczas tournée zespołu po USA w 1987) oraz w Córce źle strzeżonej (1989). Wspierał warszawski zespół baletowy podczas jego występów gościnnych z Jeziorem łabędzim w Brukseli, Amsterdamie, Lille i Luksemburgu (1987). W 1988 zaprosił też do Warszawy swoją najsłynniejszą partnerkę Evę Evdokimovą, z którą 10 czerwca 1988 wystąpili razem w głównych partiach baletu Giselle na scenie Teatru Wielkiego. W latach 1988–1990 współpracował też z rzymskim zespołem Astra Roma Ballet znanej włoskiej primabaleriny Diany Ferrary jako jej partner sceniczny i choreograf. Odbył z tym zespołem wiele tournée po Włoszech i innych krajach Europy, Afryki i Azji.

## Lata późniejsze
Karierę tancerza zakończył ostatecznie w 1990, po czym przygotował się w Monachium do nowego zawodu operatora filmowego. Sporadycznie zajmował się również pracą choreograficzną na zaproszenia Teatru Wielkiego w Warszawie, Polskiego Teatru Tańca i Teatru Wielkiego w Poznaniu. Był współtwórcą wielu reportaży filmowych emitowanych w bawarskich i innych niemieckich stacjach telewizyjnych. W 2004 porzucił jednak pracę operatora filmowego, powrócił do kraju i osiadł na stałe w Legnicy, gdzie zaangażował się m.in. w prowadzenie Studia Baletowego w Legnickim Centrum Kultury. W 2019 Towarzystwo Miłośników Ziemi Ciechanowskiej, skąd pochodzi artysta, wydało o nim album monograficzny pt. Waldemar Wołk-Karaczewski nasz danseur noble w opracowaniu Pawła Chynowskiego.

## Najważniejsze role
W kolejności chronologicznej:

### Teatr Wielki w Warszawie
- Poeta – Sylfidy, choreografia Michaił Fokin / Raissa Kuzniecowa
- Florestan – Karnawał, choreografia Witold Gruca
- Stanisław – Stanisław i Anna Oświęcimowie, choreografia Witold Gruca
- Książę Albert – Giselle, choreografia trad. / Anatolij Gridin i Irina Michajliczenko
- Szczepan – Wesele w Ojcowie, choreografia Witold Gruca
- Solista 1. – Symfonia g-moll Mozarta, choreografia Henryk Konwiński
- Młodzieniec 1. – Wariacje, choreografia Henryk Konwiński
- Hipolit – Fedra, choreografia Serge Lifar
- Mazurka – Suite en blanc, choreografia Serge Lifar
- Faun – Popołudnie fauna, choreografia Serge Lifar
- Książę Zwiezdicz – Maskarada, choreografia Witold Gruca i Zofia Rudnicka
- Zeman – Szeherezada, choreografia Raissa Kuzniecowa
- Książę Zygfryd – Jezioro łabędzie, choreografia trad. / Boris Chaliułow

### Balet XX Wieku w Brukseli
- Kantata 106 – Actus tragicus, choreografia Maurice Béjart
- Pas de trois – Ce que la mort me dit, choreografia Maurice Béjart
- Kreacja zbiorowa – Les Illuminations, choreografia Maurice Béjart
- Wódz – Le Sacre du printemps (Święto wiosny), choreografia Maurice Béjart
- Partyzant – L’Oiseau de feu (Ognisty ptak), choreografia Maurice Béjart
- Le Danseur étoile – Gaité Parisienne (Życie paryskie), choreografia Maurice Béjart
- Główne solo i inne partie – Lieb und Leid und Welt und Traum (Miłość i ból i świat i marzenie), choreografia John Neumeier
- Kreacja zbiorowa – Petrouchka (Pietruszka), choreografia Maurice Béjart
- Grupa solistów – Bolero, choreografia Maurice Béjart

### Deutsche Oper w Berlinie Zachodnim
- Solista – Opus 5, choreografia Maurice Béjart
- Kawaler – La Valse, choreografia George Balanchine
- Dafnis – Dafnis und Chloe (Dafnis i Chloe), choreografia Hans van Manen
- Książę Albrecht – Giselle, choreografia trad. / Antony Tudor
- Apollo – Apollon Musagète (Apollo i muzy), choreografia George Balanchine
- Colas – La Fille mal gardée (Córka źle strzeżona), choreografia José Parés
- Książę Zygfryd – Schwanensee (Jezioro łabędzie), choreografia trad. / Kenneth MacMillan
- Franz – Coppélia, choreografia José Parés
- Duet – Concetro, choreografia Kenneth MacMillan
- Melancholik – Die vier Temperamente (Cztery temperamenty), choreografia George Balanchine
- Narzeczony – Fräulein Julie (Panna Julia), choreografia Birgit Cullberg
- Poeta – Les Sylphides (Sylfidy), choreografia Michaił Fokin
- Solista – 3 und 16, choreografia Helmut Baumann
- Duet – Symphonie in C (Symfonia C-dur Bizeta), choreografia George Balanchine
- Solista – Adagio Hammerklavier, choreografia Hans van Manen
- Gurn – La Sylphide (Sylfida), choreografia August Bournonville / Peter Schaufuss
- Książę – Der Nussknacker (Dziadek do orzechów), choreografia trad. / Rudolf Nuriejew
- Wariacja 6. – Percussion for Six Men, choreografia Hans van Manen
- Chorąży – Der grüne Tisch (Zielony stół), choreografia Kurt Jooss
- Pas de trois – Agon, choreografia George Balanchine
- Solista – Trois Gnossiennes, choreografia Hans van Manen

### Bayerische Staatsoper w Monachium
- Książę Albrecht – Giselle, choreografia trad. / Peter Wright
- Mercutio – Romeo und Julia (Romeo i Julia), choreografia John Cranko
- Colas – La Fille mal gardée (Córka źle strzeżona), choreografia Frederick Ashton
- Główny solista – Silent Promises, choreografia Norbert Vesak
- Parys – Das Urteil des Paris (Sąd Parysa), choreografia Terry Gilbert
- Poeta – Les Sylphides (Sylfidy), choreografia Michaił Fokin
- Solista – Alborada, choreografia Roy Barra
- Szach – Le Papillon (Motyl), choreografia Ronald Hynd
- Główny solista – Divertimento nr 15, choreografia George Balanchine
- Książę Zygfryd – Schwanensee (Jezioro łabędzie), choreografia trad. / Peter Wright
- Główny solista „Wiosny” – Die Jahreszeiten (Pory roku), choreografia Ronald Hynd
- Główny solista – Fanfare für Tänzer (Fanfary dla tancerzy), choreografia Ronald Hynd
- Romeo – Romeo und Julia (Romeo i Julia), choreografia John Cranko
- Stoptime Rag i Bethena Waltz – Elite Syncopations, choreografia Kenneth MacMillan
- Młody Aschenbach – Der Tod in Venedig (Śmierć w Wenecji), choreografia Norbert Vesak
- Palemon – Undinie (Ondyna), choreografia Tom Schilling
- Książę Florimund (Désiré) – Dornröschen (Śpiąca królewna), choreografia trad. / Peter Wright
- Apollo – Apollon Musagète (Apollo i muzy), choreografia George Balanchine
- Putyfar – Josephs Legende (Legenda o Józefie), choreografia John Neumeier
- Oniegin – Onegin (Oniegin), choreografia John Cranko
- Solista – Begegnung in drei Farben (Spotkanie w trzech kolorach), choreografia John Cranko

## Prace choreograficzne
- 1989: Dafnis (w spektaklu Nasz Niżyński), muzyka Maurice Ravel (Teatr Wielki w Warszawie[2], później także: Astra Roma Ballet, 1990)
- 1990: Msza koronacyjna, muzyka Wolfgang Amadeus Mozart (Polski Teatr Tańca – Balet Poznański)
- 1990: Compte a rebourt, muzyka Georges Delerue (Astra Roma Ballet)
- 1991: Muzy Chopina, muzyka Fryderyk Chopin (Teatr Wielki w Warszawie)[12][13]
- 2005: Hrabia Monte Christo, muzyka Stanisław Moniuszko (Teatr Wielki w Poznaniu)[14]